# 查爾斯頓 (阿肯色州)
查爾斯頓（英語：Charleston）是一個位於美國阿肯色州富蘭克林縣的城市。根據2020年美國人口普查，該地人口為2588人，而該地的面積約為10.21平方千米。該地與歐扎克同為富蘭克林縣的縣治。

## 地理
查爾斯頓的座標為35°17′55″N 94°02′27″W / 35.29861°N 94.04083°W，而該地的平均海拔高度為158米（即518英尺）。